# Blanka Paulů
Blanka Paulů, po mężu Šaférová (ur. 31 marca 1954 we Vrchlabí) – czeska biegaczka narciarska reprezentująca Czechosłowację, srebrna medalistka olimpijska oraz dwukrotna medalistka mistrzostw świata.

## Kariera
Igrzyska olimpijskie w Innsbrucku w 1976 r. były jej olimpijskim debiutem. W swoim najlepszym indywidualnym starcie, w biegu na 5 km techniką klasyczną zajęła 10. miejsce. Wraz z koleżankami z reprezentacji zajęła także 6. miejsce w sztafecie 4 × 5 km. Cztery lata później, podczas igrzysk olimpijskich w Lake Placid indywidualnie zajmowała miejsca pod koniec trzeciej dziesiątki. Natomiast sztafeta czechosłowacka z Paulů w składzie zajęła czwarte miejsce. Czechosłowaczki przegrały walkę o brązowy medal z drużyną norweską. Swój największy sukces olimpijski Paulů odniosła na igrzyskach olimpijskich w Sarajewie w 1984 r. Wspólnie z Dagmar Švubovą, Květą Jeriovą i Gabrielą Svobodovą wywalczyła srebrny medal w sztafecie 4 × 5 km. Zajęła także między innymi 4. miejsce w biegu na 20 km techniką klasyczną. Na kolejnych igrzyskach już nie startowała.
W 1974 r. startowała na mistrzostwach świata w Falun. Były to najbardziej udane mistrzostwa w jej karierze, bowiem w biegu na 5 km techniką klasyczną zdobyła srebrny medal ulegając jedynie Galinie Kułakowej z ZSRR. Ponadto wspólnie z Aleną Bartošovą, Gabrielą Sekajovą i Miroslavą Jaškovską zdobyła brązowy medal w sztafecie. Zajęła także 16. miejsce w biegu na 20 km techniką klasyczną na mistrzostwach świata w Oslo w 1982 r. Na tym samym dystansie była dziewiętnasta podczas mistrzostw świata w Seefeld in Tirol w 1985 r.
Najlepsze wyniki w Pucharze Świata osiągała w sezonie 1982/1983, kiedy to zajęła 4. miejsce w klasyfikacji generalnej.

## Osiągnięcia

### Igrzyska olimpijskie
| Miejsce | Dzień     | Rok  | Miejscowość | Konkurencja             | Czas biegu | Strata   | Zwyciężczyni           |
| ------- | --------- | ---- | ----------- | ----------------------- | ---------- | -------- | ---------------------- |
| 10.     | 7 lutego  | 1976 | Innsbruck   | 5 km stylem klasycznym  | 15:48,69   | +52,96   | Helena Takalo          |
| 17.     | 10 lutego | 1976 | Innsbruck   | 10 km stylem klasycznym | 30:13,41   | +1:53,13 | Raisa Smietanina       |
| 6.      | 12 lutego | 1976 | Innsbruck   | Sztafeta 4 × 5 km       | 1:07:49,75 | +3:38,08 | ZSRR                   |
| 30.     | 15 lutego | 1980 | Lake Placid | 5 km stylem klasycznym  | 15:06,92   | +1:23,12 | Raisa Smietanina       |
| 29.     | 18 lutego | 1980 | Lake Placid | 10 km stylem klasycznym | 30:31,54   | +2:36,77 | Barbara Petzold        |
| 4.      | 21 lutego | 1980 | Lake Placid | Sztafeta 4 × 5 km       | 1:02:11,10 | +2:20,29 | NRD                    |
| 13.     | 9 lutego  | 1984 | Sarajewo    | 10 km stylem klasycznym | 31:44,2    | +1:23,6  | Marja-Liisa Hämäläinen |
| 13.     | 12 lutego | 1984 | Sarajewo    | 5 km stylem klasycznym  | 17:04,0    | +52,6    | Marja-Liisa Hämäläinen |
| 2.      | 15 lutego | 1984 | Sarajewo    | Sztafeta 4 × 5 km       | 1:06:49,7  | +45,0    | Norwegia               |
| 4.      | 18 lutego | 1984 | Sarajewo    | 20 km stylem klasycznym | 1:01:45,0  | +1:36,6  | Marja-Liisa Hämäläinen |

### Mistrzostwa świata
| Miejsce | Dzień       | Rok  | Miejscowość      | Konkurencja             | Czas biegu | Strata | Zwyciężczyni            |
| ------- | ----------- | ---- | ---------------- | ----------------------- | ---------- | ------ | ----------------------- |
| 2.      | 18 lutego   | 1974 | Falun            | 5 km stylem klasycznym  | 15:17,42   | +1,73  | Galina Kułakowa         |
| 3.      | 20 lutego   | 1974 | Falun            | 10 km stylem klasycznym | 31:25,78   | +36,64 | Galina Kułakowa         |
| 3.      | 24 lutego   | 1974 | Falun            | Sztafeta 4 × 5 km       | 1:02:57,39 | +55,18 | ZSRR                    |
| 16.     | 26 lutego   | 1982 | Oslo             | 20 km stylem klasycznym | 14:30,2    | ?      | Raisa Smietanina        |
| 19.     | 26 stycznia | 1985 | Seefeld in Tirol | 20 km stylem klasycznym | 59:19,1    | ?      | Grete Ingeborg Nykkelmo |

### Puchar Świata

#### Miejsca w klasyfikacji generalnej
- sezon 1981/1982:7.
- sezon 1982/1983: 4.
- sezon 1983/1984: 11.
- sezon 1984/1985: 39.

#### Zwycięstwa w zawodach (po 1982 r.)
| Nr | Dzień     | Rok  | Miejscowość   | Konkurencja             | Czas biegu |
| -- | --------- | ---- | ------------- | ----------------------- | ---------- |
| 1. | 28 marca  | 1982 | Štrbské Pleso | 10 km stylem klasycznym | ?          |
| 2. | 10 lutego | 1983 | Sarajewo      | 5 km stylem klasycznym  | ?          |

#### Miejsca na podium (po 1982 r.)
| Nr | Dzień       | Rok  | Miejscowość               | Konkurencja             | Czas biegu | Strata | Miejsce | Zwycięzca              |
| -- | ----------- | ---- | ------------------------- | ----------------------- | ---------- | ------ | ------- | ---------------------- |
| 1. | 22 stycznia | 1982 | Furtwangen im Schwarzwald | 5 km stylem klasycznym  | ?          | ?      | 2       | Květa Jeriová          |
| 2. | 28 marca    | 1982 | Štrbské Pleso             | 10 km stylem klasycznym | ?          | –      | 1       | –                      |
| 3. | 12 grudnia  | 1982 | Val di Sole               | 5 km stylem klasycznym  | ?          | ?      | 3       | Květa Jeriová          |
| 4. | 8 stycznia  | 1983 | Klingenthal               | 10 km stylem klasycznym | ?          | ?      | 3       | Brit Pettersen         |
| 5. | 14 stycznia | 1983 | Zadov                     | 10 km stylem klasycznym | ?          | ?      | 3       | Brit Pettersen         |
| 6. | 10 lutego   | 1983 | Sarajewo                  | 5 km stylem klasycznym  | ?          | –      | 1       | –                      |
| 7. | 27 marca    | 1983 | Labrador City             | 10 km stylem klasycznym | ?          | ?      | 2       | Marja-Liisa Hämäläinen |